# Unieke Formule-Identificator

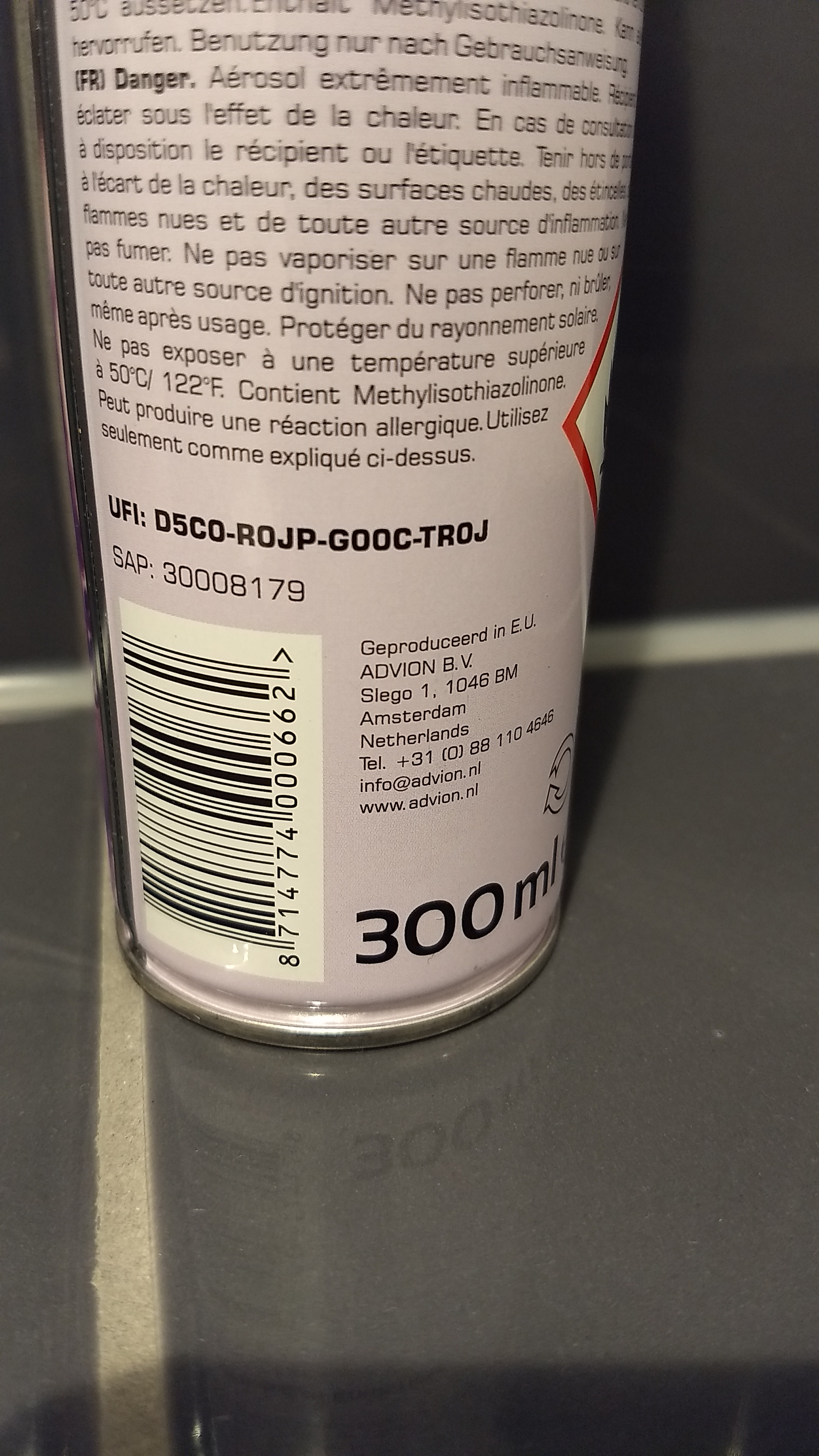
De UFI, naast een SAP code, streepjescode, fabrikant, adres en volume op een bus luchtverfrisser.

De Unieke formule-identificator, Unique formula identifier of UFI is een code die in de EER op producten met schadelijke stoffen gedrukt wordt, om het voor vergiftigingencentra makkelijk te maken om de precieze inhoud van het product te bepalen.
De UFI is verplicht in de EER voor consumenten-, professionele en industriële producten sinds 2020-2025, voor producten die gevaarlijke mengsels bevatten. Het UFI wordt beheerd door het Europees Agentschap voor chemische stoffen (ECHA). 

## Formaat
De UFI heeft de vorm van een acronym UFI:, gevolgd door 4 blokken van 4 alfanumerieke karakters, gescheiden door streepjes. Alle letters zijn hoofdletters en letters die lastig te onderscheiden zijn van cijfers zoals B, I en O worden niet gebruikt. Het UFI bevat een controlegetal.
Een UFI (met prefix) ziet er uit als:
UFI: N1QV-R02N-J00M-WQD5
De UFI moet afgedrukt worden op de verpakking op een plek waar deze makkelijk te vinden is, in de buurt van de veiligheidslabels of de barcode, of als het een onverpakt product is, in het Veiligheidsinformatieblad.

## Gegevensbeheer
Een fabrikant verzendt de chemische samenstelling, en de toxicologische samenstelling van een product, samen met extra informatie zoals merknaam, verpakking en kleur, naar het ECHA, die een UFI genereert, die de fabrikant op zijn labels afdrukt. Een UFI wordt toegewezen aan één combinatie van formule en fabrikant, maar mag voor producten met meerdere verpakkingen of merknamen gebruikt worden. Meerdere UFI's kunnen aan dezelfde formule toegekend zijn.
De chemische samenstelling van een UFI wordt geheim gehouden en is alleen toegankelijk voor de ECHA en de aangesloten vergiftigingscentra.
Het UFI is verplicht sinds 1 januari 2021 voor professionele en consumentenproducten, en per 1 januari 2024 voor industriële producten. Bestaande mengsels die al aangemeld zijn bij nationale gifcentra kunnen uitstel krijgen tot januari 2025.